# Richard Neely
Richard Neely (New York, 18 aprile 1920 – Marin City, 4 ottobre 1999) è stato uno scrittore statunitense di romanzi noir.

## Biografia
Nato nel 1920 a New York, dopo aver lavorato come giornalista e pubblicitario arrivando a ricoprire la carica di vicepresidente di una major, si trasferisce in California per dedicarsi a tempo pieno alla scrittura.
Autore di 15 romanzi di genere giallo, nel 1973 viene insignito del Martin Beck Award grazie al romanzo The Walter Syndrome.
Muore il 4 ottobre 1999 a Marin City dopo una breve malattia.

## Opere principali

### Romanzi
- While Love Lay Sleeping (1969)
- Death To My Beloved (1969)
- L'incubo di plastica (The Plastic Nightmare, 1970), Milano, Longanesi, 1971 traduzione di Maria Luisa Cesa Bianchi - Nuova ed. Milano, I Classici del Giallo Mondadori N. 1218, 2009 traduzione di Maria Luisa Cesa Bianchi
- The Walter Syndrome (1970)
- L'incubo della colpa (The Damned Innocents, 1971), Milano, Longanesi, 1972 traduzione di Ninì Boraschi
- Ai suoi disordini generale (The Smith Conspiracy, 1972), Milano, Segretissimo N. 536, 1974 traduzione di Liliana Schwammenthal
- The Sexton Women (1972)
- Il segreto della donna giapponese (The Japanese Mistress, 1972), Milano, Il Giallo Mondadori N. 2544, 1997 traduzione di Mauro Boncompagni
- The Ridgway Women (1975)
- A Madness of the Heart (1978)
- No Certain Life (1978)
- Troppe menzogne (Lies, 1978), Milano, Il Giallo Mondadori N. 1568, 1979 traduzione di Diana Fonticoli
- The Obligation (1979)
- An Accidental Woman (1982)
- Shadows From the Past (1983)

## Filmografia
- Gli innocenti dalle mani sporche (Les innocents aux mains sales), regia di Claude Chabrol (1975) (soggetto), tratto dal romanzo L'incubo della colpa (The Damned Innocents, 1971)
- Prova schiacciante (Shattered), regia di Wolfgang Petersen (1991) (soggetto), tratto dal romanzo L'incubo di plastica (The Plastic Nightmare, 1970)

## Premi e riconoscimenti
- Martin Beck Award: 1973 vincitore con The Walter Syndrome
- Premio Edgar per il miglior romanzo: 1977 finalista con A Madness of the Heart